# Chiesa di Sant'Antonio da Padova (Peio)
La chiesa di Sant’Antonio da Padova è una chiesa sussidiaria a Strombiano, località della frazione di Celentino nel comune di Peio, in Trentino.

## Storia
Nel 1706 la chiesa venne costruita e decorata internamente con stucchi, mentre nel 1820 avvenne un ampliamento. La prima benedizione è datata 13 giugno 1822 ma, in seguito ad interventi di restauro generale,  la chiesa fu benedetta di nuovo il 16 luglio 1905. La costruzione del campanile risale al 1936. Nel 1992 avvenne invece l’ultimo intervento di restauro a carattere generale.

## Descrizione
La chiesa è orientata verso nord. Sulla fiancata est si addossano il campanile e la sacrestia, mentre sul quella che volge a ovest è addossata una casa privata. La facciata è caratterizzata da un'apertura quadrilobata che sovrasta un portale architravato tra finestrelle centinate. La navata è divisa in due campate ed è coperta da una volta a botte unghiata. Il presbiterio è  rialzato su un gradino e presenta una volta a vela decorata da stucchi.